# Carl Hermann Kanngießer

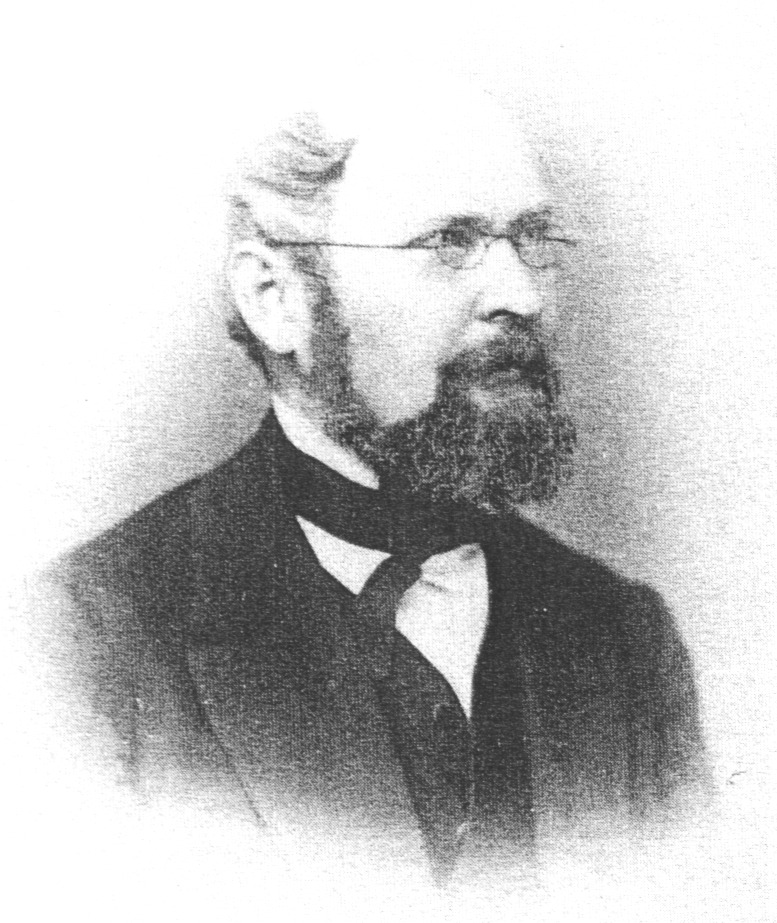
Carl Hermann Kanngießer

Carl Hermann Kanngießer (* 3. Juni 1820 in Königsberg in Preußen; † 2. März 1882 in Berlin) war ein deutscher Jurist und nationalliberaler Politiker.
Kanngießer studierte Rechtswissenschaften in Berlin und Göttingen. Danach trat er in den preußischen Justizdienst ein. Ab 1845 war er Assessor am Oberlandesgericht in Frankfurt an der Oder. Danach Hilfsarbeiter am Hofgericht in Greifswald. Zwischen 1849 und 1854 war Kanngießer Staatsanwalt in Greifswald, Lübben und Anklam. Danach war er bis 1863 Oberstaatsanwalt in Greifswald.
Er war ab 1859 Mitglied im Vorstand des Deutschen Nationalvereins. Wegen seiner politischen Ansichten wurde Kanngießer 1863 im Zusammenhang mit dem Verfassungskonflikt in den einstweiligen Ruhestand versetzt. Zwischen 1865 und 1869 und erneut von 1872 bis 1875 war er Mitglied im preußischen Abgeordnetenhaus. Er gehörte dort zunächst dem linken Centrum an. Im Jahr 1866 gehörte er zu den Mitgründern der nationalliberalen Fraktion. Ab 1867 war Kanngießer zunächst Mitglied des norddeutschen Reichstages und nach der Gründung des Deutschen Kaiserreiches bis 1874 des deutschen Reichstages.
Bereits im Jahr 1869 wurde er wieder in den aktiven Justizdienst übernommen und wurde Appellationsgerichtsrat in Magdeburg. Im Jahr 1875 wurde er Obertribunalrat in Berlin. Mit der Ernennung zum Senatspräsidenten am Kammergericht wurde Kanngießer zum Geheimen Oberjustizrat ernannt. Von 1873 bis zu seinem Tod war er Mitglied am Gerichtshof für kirchliche Angelegenheiten.